# حسن أباد (مقاطعة أرومية)
حسن أباد هي قرية في مقاطعة أرومية، إيران. عدد سكان هذه القرية هو 212 في سنة 2006.